# Meols
Meols – wieś w Anglii, w hrabstwie ceremonialnym Merseyside, w dystrykcie metropolitalnym Wirral. Leży 12 km na zachód od centrum Liverpool i 294 km na północny zachód od Londynu. W 2001 miejscowość liczyła 5110 mieszkańców.